# James Noir's Hollywood Crimes 3D
James Noir's Hollywood Crimes 3D (James Noir's Hollywood Crimes en Amérique du Nord) est un jeu vidéo d'aventure et de puzzle développé par Ubisoft Montréal et édité par Ubisoft, sorti en 2011 sur Nintendo 3DS et iOS.

## Accueil
- Adventure Gamers : 2,5/5[1]
- GameSpot : 7/10[2]
- Jeuxvideo.com : 14/20[3]